# Affonsea grazielae
Affonsea grazielae är en ärtväxtart som beskrevs av Vinha. Affonsea grazielae ingår i släktet Affonsea och familjen ärtväxter. IUCN kategoriserar arten globalt som sårbar. Inga underarter finns listade i Catalogue of Life.